# Hugh Dale Wilson
Hugh Dale Wilson (1945 ) es un botánico neozelandés. Ha escrito e ilustrado un número de libros acerca de la flora de Nueva Zelanda. Ha dirigido la Reserva Hinewai en la península de Banks.

## Biografía
Wilson es aborigen de Timaru. Fue al colegio en Christchurch. Enseñó como voluntario del "Service Abroad" en Sarawak, Borneo. Después de asistir a la Universidad de Canterbury, estudió la botánica de la isla Stewart, y luego en la región del Monte Cook, durante varios años. Esto fue seguido por un estudio botánico de la península de Banks.
El Departamento de Conservación (DOC) tuvo un programa, conocido como Programa de Áreas Naturales Protegidas (acrónimo en inglés PNAP), de identificar y proteger los ejemplos de vida de las plantas, animales, ecosistemas y las características del paisaje que hacen de Nueva Zelanda único. El PNAP fue estableció en 1983, y el país fue dividido en 268 distritos ecológicos, agrupados dentro de 85 regiones ecológicas. La Península de Banks fue una de esas regiones, con Port Hills, Herbert y Akaroa reunidos en tres distritos.
Wilson comenzó trabajos de campo en la Península de Banks y en Kaitorete Spit en septiembre de 1983. Estableció un sistema de red de punto de 900 m, y una encuesta con parcelas de 6 m x 6 m en cada sitio. Así, 1331 parcelas se encuestaron en un período de cinco años. Mientras que el trabajo fue apoyado por el Fideicomiso Botánico de Koiata ; DOC confirmó de que era directamente relevante para ellos y le preguntó a Wilson de escribir el informe de la Península de Banks PNAP. El reporte fue la 21.ª en las series, y se publicó en 1992.
Wilson aparece en la película Tierra Whisperers/Papatuanuku.

## Algunas publicaciones
- The year of the hornbill : a volunteer’s service in Sarawak. 1966
- Wildflowers of New Zealand. 1974
- Vegetation of Mount Cook National Park, New Zealand. 1976. ISBN 0-477-06100-1
- Wild plants of Mount Cook National Park : field guide. 1978, 1996
- Field guide : Stewart Island plants. 1982, 1994 ISBN 0-9583299-0-7
- Banks Peninsula Track : a guide to the route, natural features and human history. 2008, 10.ª edición
- Banks ecological region : Port Hills, Herbert and Akaroa ecological districts. ca. 1992 ISBN 0-478-01394-9
- Small-leaved shrubs of New Zealand. 1993 ISBN 0-473-01851-9
- Naturalised vascular plants on Banks Peninsula. 1999 ISBN 0-473-05826-X
- Hinewai : the journal of a New Zealand naturalist. 2002 ISBN 1-877251-20-8
- Food for tūī on Banks Peninsula : a botanical assessment. 2007 ISBN 0-478-22677-2
- Natural History of Banks Peninsula. 2009 ISBN 978-1-877257-82-7

- La abreviatura «H.D.Wilson» se emplea para indicar a Hugh Dale Wilson como autoridad en la descripción y clasificación científica de los vegetales.[5]